# Brooke Wylde
Brooke Wylde (Tampa, Florida; 31 de mayo de 1995) es una actriz pornográfica estadounidense.

## Biografía
Wylde nació en mayo de 1995 en Tampa (Florida). Es la hermana pequeña de la también actriz porno Taylor Whyte. No se sabe mucho de su vida hasta noviembre de 2014, momento en que a sus 19 años ingresa en la industria pornográfica.
Como actriz, ha trabajado para productoras como Lethal Hardcore, Evil Angel, Digital Sin o Jules Jordan Video. Además, ha aparecido en sitios web como Mofos, Brazzers, Bang Bros, Twistys, Reality Kings o Naughty America.
Algunos títulos de su filmografía son On My Knees, Orgy Masters 7, Lex's Breast Fest 5, Jug Jocky, Girl On Girl Fantasies 6, Peep Show 5, Real Pickups, Teen Tryouts Audition 64 o Titty Attack 7.
Se retiró en 2017, con algo más de 250 películas como actriz.

## Premios y nominaciones
| Año  | Ceremonia   | Resultado | Premio                                     | Trabajo |
| ---- | ----------- | --------- | ------------------------------------------ | ------- |
| 2015 | Premios AVN | Nominada  | Premio fan: Actriz debutante más rompedora | —       |
| 2017 | Premios AVN | Nominada  | Premio fan: Mejores pechos                 | —       |